# ビコヴォ空港

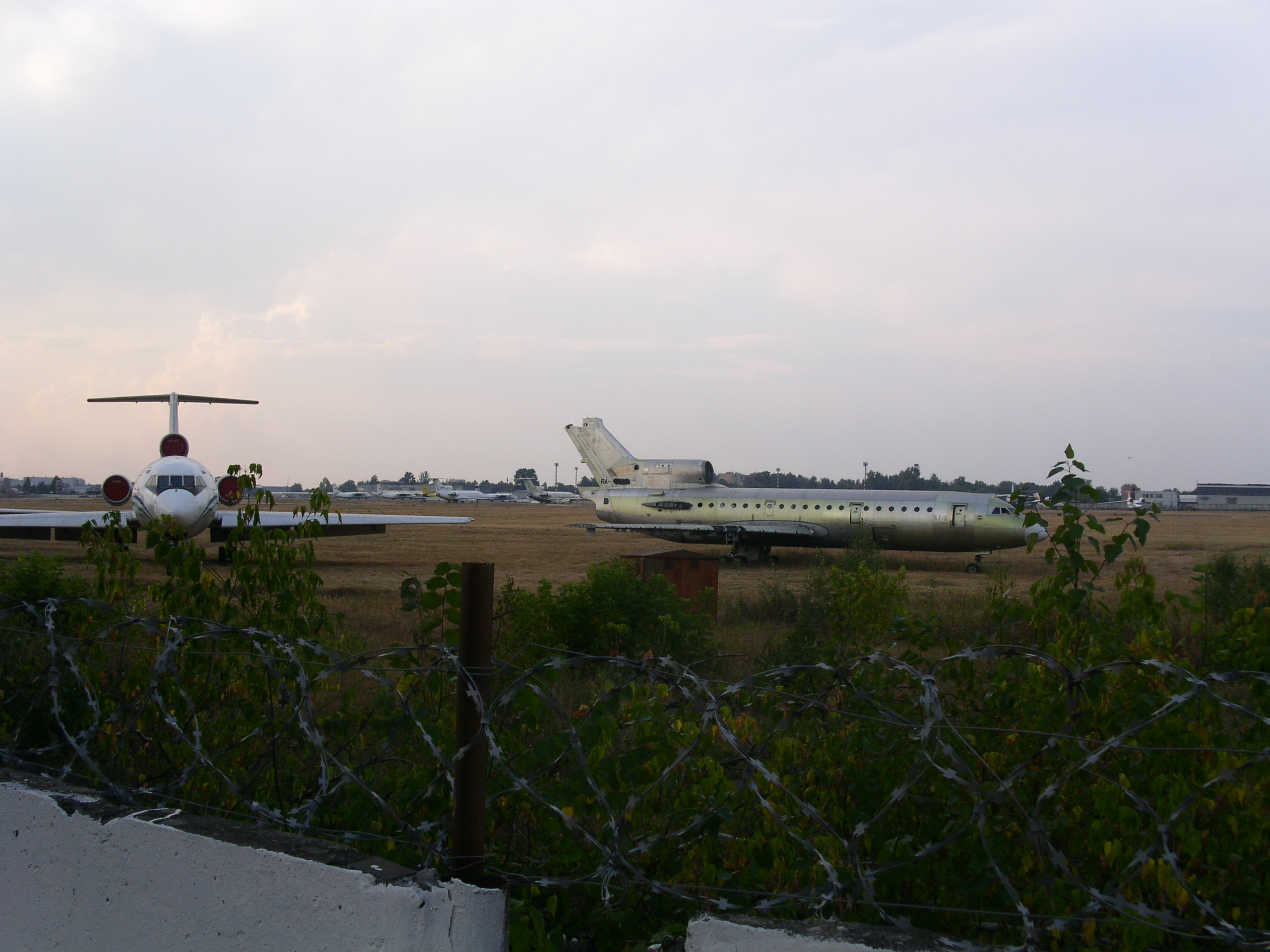
敷地内で廃棄されている古い航空機

ビコヴォ空港 (ロシア語: Аэропорт Быково) (IATA: BKA, ICAO: UUBB)はロシア連邦モスクワ州リャザンに位置する空港。2014年現在、定期便は就航していないが、ロシア内務省のヘリコプターなどが運用されている。
管理会社とのリース契約切れのため、2010年10月18日を以て旅客取り扱いが終了し、2011年にターミナルの建物が解体された。当時のロシア連邦運輸大臣イーゴリ・レヴィチンによって、今後民間航空の拠点として利用されることはないとされており、今後も旅客定期便が就航する見込みはない。
以前はブラーツクなどのロシア国内線に就航しており、チャーター航空会社のセンターアヴィアが拠点を置いていた。
ビコヴォ空港は航空機修理工場に隣接しており、修理機や修理関連の貨物便が飛来する。この工場ではソロヴィヨーフ D-30エンジンの修理・オーバーホール等が行われる。

## 歴史
- 1933年 - 開設。当初の滑走路は草だった。
- 1936年 - 定期便就航
- 第二次世界大戦中 - 長さ1000m、幅80mのレンガ敷きの滑走路に改修される。
- 1960年 - 長さ1400mのアスファルト舗装の滑走路に改修される。
- 1975年 - 新旅客ターミナル建設
- 1979年 - 滑走路の短さゆえに事故が多発したことを受け、滑走路を2200mに延長。
- 1994年 - 民営化
- 2009年 - 最後の定期旅客便が運航を終える。
- 2010年 - 旅客取り扱い終了
- 2011年 - ターミナル解体